# 哥倫布鎮區 (印地安納州巴塞洛繆縣)
哥倫布鎮區（英語：Columbus Township）是位於美國印地安納州巴塞洛繆縣的一個行政鎮區。

## 地方資料
根據2010年美國人口普查的數據，哥倫布鎮區的面積為144.00平方千米，當中陸地面積為142.30平方千米，而水域面積為1.70平方千米。當地共有人口45578人，而人口密度為每平方千米316.51人。